# Lijst van burgemeesters van Grijpskerke
Dit is een lijst van burgemeesters van de voormalige Nederlandse gemeente Grijpskerke in de provincie Zeeland; Grijpskerke ging op 1 juli 1966 op in de nieuwe gemeente Mariekerke. Van 1853 tot 1939 was de burgemeester van de gemeente Grijpskerke tevens burgemeester van de gemeente Meliskerke.
| Ambtsperiode                              | Naam burgemeester                              | Leven                                                               | Partij of stroming | Bijzonderheden |
| ----------------------------------------- | ---------------------------------------------- | ------------------------------------------------------------------- | ------------------ | --- |
| ?? – > februari 1791                      | Leijn Leijnse Ingelse                          | gedoopt Aagtekerke 20 januari 1715 – Grijpskerke 13 september 1803  |                    | schout van Grijpskerke en Poppendamme |
| < november 1792 – 1804                    | Willem Wisse                                   | gedoopt Serooskerke (Walcheren) 12 februari 1736 – 01 februari 1804 |                    | schout; waarschijnlijk een der leiders van het Walcherse oproer in 1778                                                                                              |
| ≤ 1818 – 1832 ≥                           | Krijn Maartense Huisman                        | Koudekerke 15 april 1765 – Grijpskerke 7 januari 1843               |                    | in 1803 schepen of lid gemeentebestuur; schoonvader van Pieter Melis, burgemeester van Serooskerke (Walcheren); spellingsvarianten: Crijn, Kryn en Huysman, Huijsman |
| 11 december 1837 – 13 september 1847      | Geerard Pieters Wondergem                      | 1790-1847                                                           |                    | overleed als burgemeester |
| 20 februari 1848 – 29 april 1853          | Jan Pouwer                                     | 1808-1877                                                           |                    | voordien raadslid; ook geschreven Pauer |
| 29 april 1853 – 1 januari 1855            | Jacob Janusse Dekker                           | circa 1785-1856                                                     |                    | tevens burgemeester van Meliskerke en Mariekerke |
| 1855 – 25 september 1858                  | A. Roose                                       |                                                                     |                    | tevens burgemeester van Meliskerke |
| 15 oktober 1858 – augustus/september 1863 | Pieter Paul Slegt                              | 1826-1897                                                           |                    | tevens burgemeester van Meliskerke; nadien notaris te Middelburg |
| 1864 – 1 januari 1865                     | mr. dr. Daniel Alexander Berdenis van Berlekom | 1828-1892                                                           | liberaal           | tevens burgemeester van Meliskerke; nadien vice-president der arrondissementsrechtbank te Middelburg en lid van gedeputeerde staten van Zeeland                      |
| 1865 – 1 januari 1885                     | Frans Dignus Sprenger                          | 1836-1896                                                           |                    | tevens burgemeester van Meliskerke; directeur Zeeuwsch Genootschap der Wetenschappen 1866-1884                                                                       |
| februari 1885 – 6 juni 1917               | Lein Bosselaar                                 | 1840-1917                                                           | CHU                | tevens burgemeester van Meliskerke; overleed als burgemeester |
| 1917 – 1 maart 1939                       | J.J. de Keijzer                                | 1874-1951                                                           | ARP                | tevens burgemeester van Meliskerke |
| 1 mei 1939 – 24 juli 1961                 | H.U. Bouwman                                   | 1901-1961                                                           | ARP                | overleed als burgemeester |
| 1961 – 1966                               | -                                              |                                                                     |                    | A.W. Cevaal gaf als wethouder/loco-burgemeester leiding aan de gemeente                                                                                              |